# Општина Рековац
Општина Рековац се налази у централној Србији, у Шумадији, у  Поморавском округу. Према подацима са последњег пописа 2022. године у општини је живело 8.116 становника (према попису из 2011. било је 11.055 становника).

## Положај
Општина Рековац се налази у југоисточном делу Шумадије, у Поморавској области.
Општина Рековац је 24 километара удаљена јужно од Крагујевца, и 157 километара јужно од Београда са своје леве стране обухвата део Гледићких планина, а са десне стране обухвата део Јухора.
Седиште општине Рековац је градић Рековац.
Општина Рековац обухвата сасвим мали део територије некадашњег Левча, према Вуку Ст. Караџићу Левач обухвата око 190 насељених места укључујући и сам град Јагодину. Међутим из разних историјских околности становници општине Рековац себе називају Левчанима.

## Демографија
Општина Рековац има 11.055 становника (2011. год).
Према подацима из 2011. године број становника је у паду.
Просечна густина насељености је 37 ст/km2.
Број незапослених особа је 1404, док су просечна лична примања у 2010. била 29.786 динара.
| Год  | Број становника. |
| ---- | ---------------- |
| 1991 | 16075            |
| 2001 | 13760            |
| 2002 | 13489            |
| 2003 | 13213            |
| 2004 | 12941            |
| 2005 | 12662            |
| 2006 | 12388            |
| 2007 | 12122            |

## Рељеф и клима
У рељефу општине Рековац издвајају се две природне целине: равничарски део који се простире на површини од око 3.700 ha и брдско-планински део, површине 32.000 ha (приближне процене). Истичу се следећи тектонски облици: Јухор (стара громадна планина), Гледићке планине (младе веначне планине) и Левачка котлина спуштена између поменутих планина која представља границу између старих родопских и младих динарских планина. Од флувијалних облика рељефа већи значај имају долине Каленићке, Жупањевачке и Дуленске реке, а мањи долине Ломничке, Доброселичке и Крушевичке реке.

## Привреда
После приватизација пропала су скоро сва предузећа, која су радила у општини Рековац, мођу којима су :Фабрика каблова, Благотин, подрум „Левач“, хотел „Левач“, „Купрес“, конфекција „Тренд компани“...
Једина фирма која ради у општини је винарија „Винекс“ (Левачки грозд), из Белушића.
Општина Рековац је углавном воћарски крај, а туризам се заснива на сеоском и манастирском туризму.

## Знаменитости
У општини Рековац се налази средњовековни манастир Каленић из времена Деспота Стефана Лазаревића, и средњовековни град Жупањевац, у коме је боравио Никола Алтомановић, а 1389. године Кнегиња Милица је у њему написала даровну повељу манастиру Хиландару.